# Палестина (Кальдас)
Палестина (исп. Palestina) — город и муниципалитет в центральной части Колумбии, на территории департамента Кальдас. Входит в состав Центрально-Южного субрегиона.

## История
Поселение, из которого позднее вырос город, было основано в 1855 году. Муниципалитет Палестина был выделен в отдельную административную единицу в 1876 году.

## Географическое положение

Муниципалитет Палестина

Город расположен в южной части департамента, в пределах горной местности Центральной Кордильеры, к западу от реки Чинчины (правый приток Кауки), на расстоянии приблизительно 13 километров к западо-юго-западу от города Манисалес, административного центра департамента. Абсолютная высота — 1572 метра над уровнем моря.
Муниципалитет Палестина граничит на северо-западе с территорией муниципалитета Ансерма, на северо-востоке и восток — с муниципалитетом Манисалес, на юге и юго-западе — с муниципалитетом Чинчина, на востоке — с муниципалитетом Рисаральда. Площадь муниципалитета составляет 112,2 км².

## Население
По данным Национального административного департамента статистики Колумбии, совокупная численность населения города и муниципалитета в 2024 году составляла 16 062 человека.
Динамика численности населения муниципалитета по годам:
| 2005   | 2010   | 2015   | 2020   | 2021   | 2022   | 2023   | 2024   |
| ------ | ------ | ------ | ------ | ------ | ------ | ------ | ------ |
| 18 037 | 17 921 | 17 760 | 15 757 | 15 795 | 15 875 | 15 978 | 16 062 |

Согласно данным переписи 2005 года мужчины составляли 51,3 % от населения Палестины, женщины — соответственно 48,7 %. В расовом отношении белые и метисы составляли 89,1 % от населения города; негры и мулаты — 9,7 %; индейцы — 0,4 %.

## Экономика
Большинство трудоспособного населения занято в сфере выращивания и переработки кофе.
49,1 % от общего числа городских и муниципальных предприятий составляют предприятия торговой сферы, 29,9 % — предприятия сферы обслуживания, 5,3 % — промышленные предприятия, 15,7 % — предприятия иных отраслей экономики